# William F. Buckley, Jr.
William Frank Buckley, Jr. (24 de noviembre de 1925-27 de febrero de 2008) fue un escritor y comentarista conservador estadounidense. Fundó la revista política National Review en 1955, fue el presentador de 1429 episodios del programa de televisión Firing Line desde 1966 hasta 1999, y fue un columnista sindicado de periódicos. Su estilo de escribir se hizo famoso por su erudición, ingenio y el uso de palabras poco comunes.
Buckley fue "con argumentos, el intelectual público más importante de los Estados Unidos en los últimos 50 años," de acuerdo a George H. Nash, un historiador del movimiento conservador estadounidense moderno. "Para una generación completa fue la voz preeminente del conservadurismo estadounidense y su primera gran figura ecuménica." El principal logro intelectual de Buckley era fusionar el conservadurismo político estadounidense tradicional con el liberalismo económico y el anticomunismo, estableciendo el trasfondo del conservadurismo del candidato presidencial de EE. UU. Barry Goldwater y el presidente de EE. UU. Ronald Reagan.
Buckley apareció en la escena pública con su ensayo crítico God and Man at Yale (Dios y Hombre en Yale, 1951); junto con más de cincuenta libros posteriores sobre escritura, dialéctica, historia, política y navegación, y una serie de novelas en que aparece el personaje de la CIA, agente Blackford Oakes. Buckley se refería a sí mismo como un "on and off" libertario o conservador. Residía en la Ciudad de Nueva York y en Stamford, Connecticut; solía firmar sus escritos con sus iniciales "WFB". Era católico practicante y solía asistir a misas en latín en Connecticut.

## Infancia y juventud
Buckley nació en la Ciudad de Nueva York de un padre abogado y un "barón" del petróleo, William Frank Buckley, Sr., de ascendencia católica-irlandesa, y de Aloise Steiner, una sureña estadounidense de ascendencia suiza-germana.
En sus años de juventud, Buckley desarrolló muchos talentos musicales: tocó muy bien el clavecín— del que dijo posteriormente que es "el instrumento que amo por sobre los demás". Era un habilidoso pianista y apareció una vez en el programa de la National Public Radio Piano Jazz, de Marian McPartland. Un gran fan de Johann Sebastian Bach, Buckley dijo que deseaba que se tocara la música de Bach en su funeral.

## Matrimonio y familia
En 1950, Buckley contrajo matrimonio con Patricia Alden Austin "Pat" Taylor (1926 –2007), hija de Austin C. Taylor, un industrial. Conoció a Pat, una protestante de Vancouver, Columbia Británica, cuando ella era estudiante en el Vassar College en Poughkeepsie, Nueva York. Posteriormente se convirtió en una recaudadora de fondos para organizaciones caritativas como Memorial Sloan-Kettering Cancer Center, el Institute of Reconstructive Plastic Surgery en New York University Medical Center y el Hospital for Special Surgery. También recaudó dinero para los veteranos de la guerra de Vietnam y para los pacientes con sida. El 15 de abril de 2007, falleció producto de una infección tras una larga convalecencia, a la edad de 80 años.

## Educación, servicio militar y CIA
Buckley asistió a la Universidad Nacional Autónoma de México (o UNAM) en 1943 y fue comisionado como alférez al año siguiente en el Ejército de EE. UU., después de graduarse del "Officer Candidate School" de dicho ejército. En su libro Miles Gone By señala haber sido un miembro de la guardia de honor de Franklin Roosevelt cuando el presidente falleció.
Con el fin de la Segunda Guerra Mundial en 1945, se matriculó en la Yale University, donde fue miembro de la sociedad secreta Skull and Bones, participó en el club de debate, fue un activo miembro del Partido Republicano y de la Yale Political Union, y ejerció como el redactor jefe del Yale Daily News.

## Carrera

### Primeros libros
En 1951, el mismo año que fue reclutado en la CIA, fue publicado el primer libro de Buckley, God and Man at Yale. El libro fue escrito en Hamden, Connecticut, donde William y Pat Buckley se instalaron como recién casados. Crítico con la Universidad de Yale, el libro sostiene que la escuela se había apartado de su misión educativa original. Al año siguiente hizo algunas concesiones en un artículo en Commonweal.
En 1954, Buckley coescribió el libro McCarthy and His Enemies (McCarthy y sus enemigos) junto a su cuñado, L. Brent Bozell Jr., defendiendo potentemente al Senador Joseph McCarthy como a un cruzado patriota contra el comunismo.

### National Review, Young Americans for Freedom, Barry Goldwater
Buckley trabajó como editor de The American Mercury en 1951 y 1952, pero se retiró de la revista cuando encontró tendencias antisemitas en esta. Entonces fundó National Review en 1955, ejerciendo el cargo de redactor jefe hasta 1990. Durante esta época National Review se convirtió en el estandarte del conservadurismo estadounidense, promoviendo la fusión de los conservadores tradicionales y los libertarios. Buckley fue un defensor del Macarthismo. En McCarthy and his Enemies (McCarthy y sus enemigos) sostuvo que el "McCarthyismo ... es un movimiento en el que los hombres de buena voluntad y de moralidad sólida pueden unir filas."
En 1957, Buckley publicó la crítica de Whittaker Chambers sobre Atlas Shrugged de Ayn Rand, ostensiblemente "leyéndola para sacarla del movimiento conservador". Los objetivistas acusaron a Chambers de solo ojear la novela. Buckley dijo que Rand nunca lo perdonó por publicar esa crítica y que "por el resto de su vida, ella saldría teatralmente de una habitación cuando ¡yo entraba!"
También en 1957, Buckley salió a apoyar al Sur segregacionista, escribiendo la famosa frase de que "la cuestión central que emerge ... es ¿si la comunidad blanca en el sur está en su derecho al tomar semejantes medidas que son necesarias para su prevalecencia, política y culturalmente, en áreas donde no tienen predominio numérico? La respuesta sobria es Sí - la comunidad blanca está en su derecho porque, en el tiempo actual, es la raza avanzada." Buckley cambió su punto de vista a mediados de la década de 1960, anunciando públicamente su renuncia al racismo. Este cambio fue causado en parte debido a su reacción ante las tácticas usadas por los supremacistas blancos en contra del movimiento de los derechos civiles, y en parte debido a la influencia de sus amigos tales como Garry Wills, quien confrontó a Buckley respecto a la moralidad de esa política.
Sin embargo, en aquel mismo año de 1957, Buckley también había escrito un artículo en National Review elogiando al dictador Francisco Franco, cuyo régimen autoritario (el franquismo, curiosamente se autodeclaraba antiliberalista) y la persecución ejercida sobre la oposición al mismo, justificada, en el entendimiento de Buckley, por tratarse de comunistas y de partidarios de una república "grotesque": "El general Franco es un verdadero héroe nacional. Suele concederse que él, más que ningún otro, combinaba el talento, la constancia y el sentido de que su causa era justa y resultaba necesaria para liberar a España de las manos de aquellos visionarios, ideólogos, marxistas y nihilistas que, en la década de 1930, habían impuesto sobre ella un régimen tan grotesco como para violentar la propia alma de España y para negar, incluso, la identidad histórica de este país."

### Candidatura a la alcaldía
En 1965, fue candidato a alcalde de la Ciudad de Nueva York por el joven Partido Conservador de Nueva York, debido a sus desavenencias con el candidato Republicano muy liberal y también exalumno de Yale John V. Lindsay, quien posteriormente se volvería Demócrata. Cuando le preguntaron que haría si ganara la carrera, Buckley emitió su clásica respuesta: "Exigiría un recuento de votos."

### Firing Line

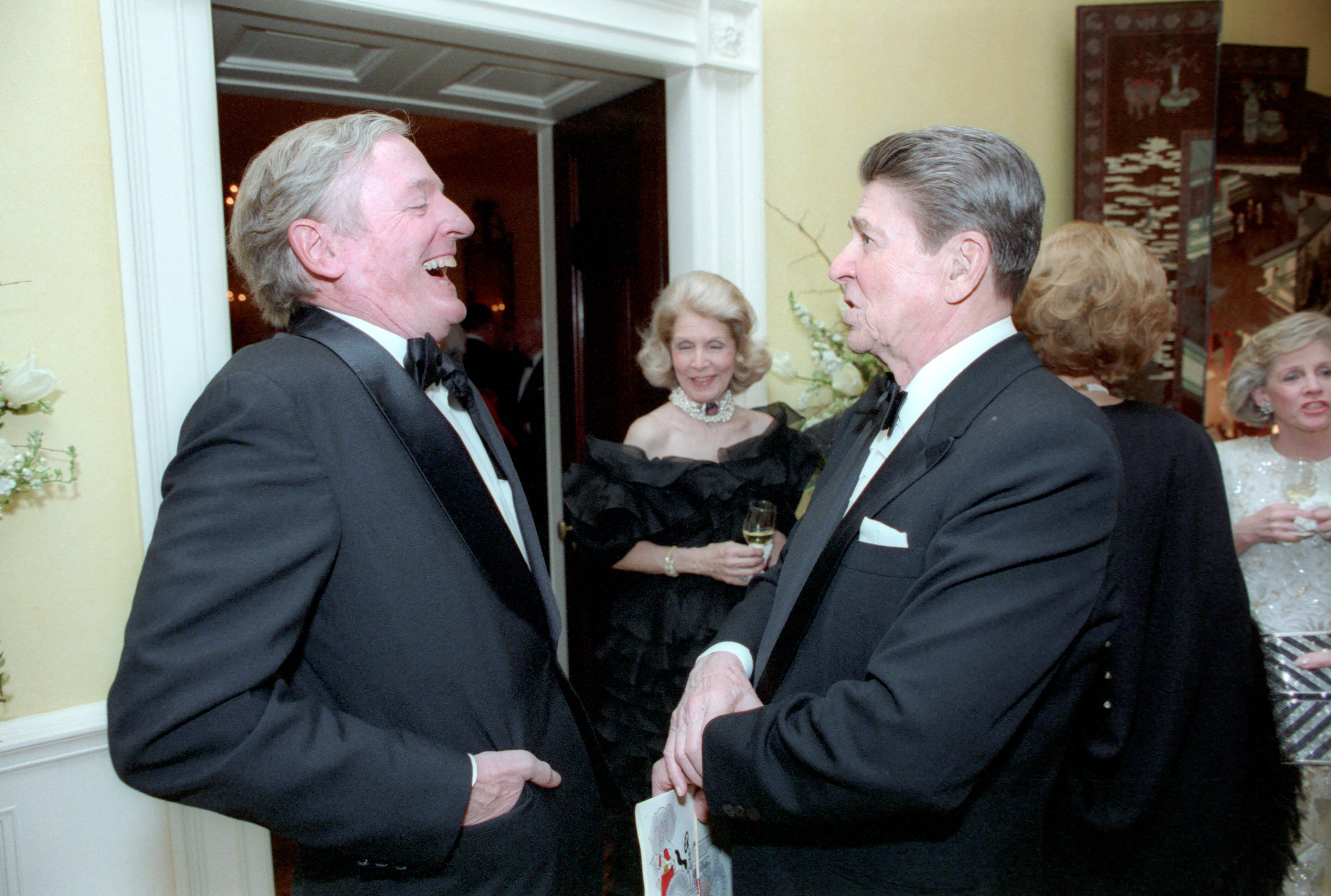
Buckley con el presidente Ronald Reagan durante la celebración del cumpleaños del Presidente en 1986.

Para muchos estadounidenses, el estilo erudito de Buckley en su programa televisivo semanal Firing Line en PBS (1966–1999) era su principal exposición a su pensamiento. En el programa mostraba un conservadurismo académico, no confrontacional y humorístico, y era conocido por sus expresiones faciales, sus gestos y por las preguntas a sus invitados.

### Enfrentamiento con Gore Vidal
Buckley apareció en una serie de debates televisados junto a Gore Vidal durante la convención del Partido Demócrata en 1968. En su penúltimo debate, el 28 de agosto de ese año, los dos estaban en desacuerdo sobre las acciones realizadas por la policía de Chicago y las personas que protestaban durante el transcurso de la Convención Demócrata en Chicago. Después de que Buckley respondiera al argumento de Vidal diciendo que las posiciones de Vidal eran "demasiado ingenuas" y diciendo sobre los protestantes que "algunas personas eran pro-nazis", Vidal respondió una de las frases más famosas de la historia de la televisión: “En cuanto a mí, el único cripto-nazi que me viene a la mente ahora eres tú mismo”. Buckley "recibió el golpe, arqueó el lomo como un gato herido y respondió con un estallido. homofóbico, contestando: "escúchame ahora, tú, marica, deja de llamarme criptonazi o te voy a golpear en tu maldita cara, y te quedarás quieto". Lo peor fue, en palabras de Hendrik Hertzberg más que el arrebato en sí, «la forma en que Buckley parecía haber perdido sus papeles, su incontinencia verbal, su resentimiento y su ira».

### Delegado de las Naciones Unidas
En 1973, Buckley fue delegado para las Naciones Unidas. En 1981, Buckley informó al Presidente-electo (y amigo personal) Ronald Reagan que él rechazaría cualquier posición oficial que se le ofreciese. Reagan, bromeando, contestó que eso era muy malo, porque él había querido hacerlo embajador de Afganistán (entonces ocupada por los soviéticos). Buckley contestó que estaría dispuesto a realizar tal trabajo pero solo si se le proveía con "10 divisiones de guardaespaldas."

### Novelas de espías
En una entrevista de 1975 en Paris Review, Buckley recordó haberse inspirado en orden a escribir una novela de espías por el libro The Day of the Jackal, de Frederick Forsyth: "...Si yo fuera a escribir un libro de ficción, me gustaría que tuviera un encanto de esa naturaleza".

## Últimos años de su carrera

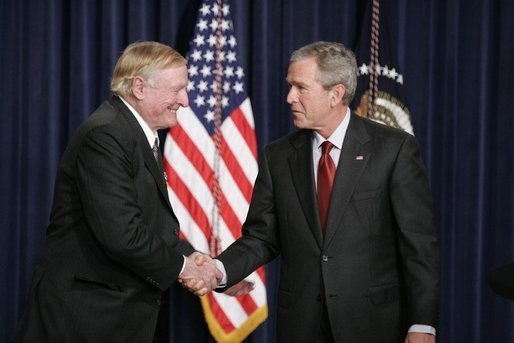
Buckley saluda al Presidente George W. Bush el 6 de octubre de 2005.

Buckley participó en un debate en vivo por la ABC junto al científico Carl Sagan, después de que se transmitió The Day After, una película de 1983 hecha para la televisión sobre los efectos de una guerra nuclear. 

### Pensamiento sobre el conservadurismo actual
En 2006 Buckley criticó algunos aspectos políticos dentro del movimiento conservador actual. Sobre la presidencia de George W. Bush dijo: "Si tuvieras a un primer ministro europeo que haya experimentado lo que nosotros hemos experimentado, sería de esperar que tal ministro se retirara o renunciara".

## Fallecimiento
Buckley falleció en su hogar ubicado en Stamford, Connecticut, el 27 de febrero de 2008, a la edad de 82 años; fue encontrado muerto en el escritorio de su estudio. "Murió con sus botas puestas", dijo su hijo, "después de haber cabalgado toda su vida altivo sobre su montura". Al momento de su muerte había estado sufriendo de enfisema y diabetes.
En una columna publicada el 3 de diciembre de 2007, Buckley comentó sobre la causa de su enfisema:
Mi esposa falleció hace medio año, técnicamente de una infección, pero manifiestamente, al menos en parte, debido a un cuerpo deteriorado por fumar 60 años sin parar. Me mantuve alejado de los cigarrillos pero me pasé a la tontera de inhalar cigarros, y ahora sufro de enfisema, la que parece estar determinada a sobrepasar a los ataques cardíacos como un asesino del hombre. Métanme en un confesionario y háganme la siguiente pregunta: Señor, ¿si usted tuviera la autoridad, prohibiría el fumar en Estados Unidos? Recibirían un contrito y solemne: «Sí».
Entre los homenajes póstumos, tuvo el del presidente George W. Bush y la ex primera dama Nancy Reagan. Bush dijo sobre Buckley: "Influenció a muchas personas, entre las que me incluyo. Atrapó la imaginación de muchas personas". Así mismo, fue parodiado en la película Aladdín por el actor Robin Williams (en la escena en que el Genio menciona a Aladdin los descargos de los posibles deseos).

### No ficción
- Flying High: Remembering Barry Goldwater. Perseus Publishing. 2008. ISBN 978-0-465-00836-0.
- (2007). Cancel Your Own Goddam Subscription; Notes and Asides from National Review Magazine
- Miles Gone By; A Literary Autobiography. Perseus Distribution Services. 2004. ISBN 0-89526-089-1.
- The Fall of the Berlin Wall. Wiley, John & Sons, Inc. 2004. ISBN 0-471-26736-8.
- Let Us Talk of Many Things: The Collected Speeches. Crown Publishing Group. 2001. ISBN 0-7615-3409-1.
- Buckley: The Right Word. Harcourt. 1998. ISBN 0-15-600569-7.
- The Lexicón: A Cornucopia of Wonderful Words for the Inquisitive Word Lover. Harcourt. 1998. ISBN 0-15-600616-2.
- Nearer My God: An Autobiography of Faith. New York, Doubleday. 1997. ISBN 0-15-600618-9.
- Happy Days Were Here Again: Reflections of a Libertarian Journalist. Random House. 1993. ISBN 0-679-40398-1.
- In Search of Anti-Semitism. Continuum International. 1992. ISBN 0-8264-0619-X.
- WindFall: The End of the Affair. Mckay. 1992. ISBN 0-679-40397-3.
- Gratitude: Reflections on What We Owe to Our Country. Random House. 1990. ISBN 0-394-57674-8.
- On the Firing Line: The Public Life of Our Public Figures. Random House. 1989. ISBN 0-394-57568-7.
- Big Game Hunting in Central Africa. St. Martin's Press. 1988. ISBN 0-312-02165-8.
- Racing through Paradise: A Pacific Passage. Random House. 1987. ISBN 0-394-55781-6.
- Right Reason: A Collection. Doubleday. 1985. ISBN 0-385-15235-3.
- Airborne: A Sentimental Journey. Little, Brown & Company. 1984. ISBN 0-316-11438-3.
- Overdrive: A Personal Documentary. Doubleday. 1983. ISBN 0-385-18269-4.
- Atlantic High: A Celebration. Doubleday. 1982. ISBN 0-385-15233-7.
- Hymnal: The Controversial Arts. Penguin. 1978. ISBN 0-399-12227-3.
- Unmaking of a Mayor. Crown Publishing. 1966. ISBN 0-87000-391-7.
- Execution Eve and Other Contemporary Ballads. Penguin. 1975. ISBN 0-399-11531-5.
- United Nations Journal: A Delegate's Odyssey. Penguin. 1974. ISBN 0-399-11408-4.
- Four Reforms: A Guide for the Seventies. G. P. Putnam's Sons. 1973. ISBN 0-399-11170-0.
- Inveighing We Will Go. Penguin. 1972. ISBN 0-399-10181-0.
- Cruising Speed: A Documentary. Penguin. 1971. ISBN 0-399-10181-0.
- Editor: Did You Ever See a Dream Walking? American Conservative Thought in the Twentieth Century. Bobbs-Merrill Co. 1970. ISBN 0-672-51240-8.
- The Governor Listeth: A Book of Inspired Political Revelations. Crown Publishing. 1970. ISBN 0-87000-391-7.
- Odyssey of a Friend: Whittaker Chambers' Letters to William F. Buckley, Jr. 1954-1961. Penguin. 1969. ISBN 0-399-10181-0.
- Dialogues in Americanism. Constructive Action, Inc. 1964. ISBN 0-911956-14-X. (One Essay)
- (1963) Rumbles Left and Right: A Book About Troubling People and Ideas G.P. Putnam's Sons
- (1962) The Committee and Its Critics: A Calm Review of the House Committee on Un-American Activities G.P. Putnam's Sons (One Essay)
- Up From Liberalism. Rowman & Littlefield Publishers, Inc. 1961. ISBN 0-8128-2969-7.
- (1954) McCarthy and His Enemies: The Record and Its Meaning, Regnery Publishing, Inc., ISBN 0-87000-110-8 co-author: L. Brent Bozell
- God and Man at Yale: The Superstitions of Academic Freedom. Regnery Publishing, Inc. 1951. ISBN 0-89526-692-X.

### Ficción
- The Rake: A Novel. Washington, D.C., HarperCollins. 2007. ISBN 0-89526-089-1.
- Getting It Right. Regnery Publishing, Inc. 2003. ISBN 0-89526-138-3.
- Nuremberg: The Reckoning. Harcourt. 2002. ISBN 1-4132-2282-X.
- Elvis in the Morning. Harcourt. 2001. ISBN 0-15-600754-1.
- Spytime: The Undoing of James Jesus Angleton. Harcourt. 2001. ISBN 0-641-52638-5.
- The Redhunter: A Novel Based on the Life of Senator Joe McCarthy. Warner Books, Inc. 1999. ISBN 0-316-11589-4.
- Brothers No More. Harvest/HBJ Book. 1995. ISBN 0-15-600476-3.
- The Temptation of Wilfred Malachey. Doubleday. 1985. ISBN 0-385-15235-3.

### Series de novelas de Blackford Oakes
- Last Call for Blackford Oakes. Harcourt. 2005. ISBN 0-15-101085-4.
- The Blackford Oakes Reader. iUniverse, Inc. 1999. ISBN 1-58348-383-7.
- A Very Private Plot. William Morrow & Company, Inc. 1993. ISBN 0-688-12795-9.
- Tucker's Last Stand. Random House. 1990. ISBN 0-394-57675-6.
- Mongoose R.I.P. Random House. 1987. ISBN 0-394-55931-2.
- High Jinx. Doubleday. 1986. ISBN 0-385-19443-9.
- See You Later Alligator. Doubleday. 1985. ISBN 0-385-19442-0.
- Story of Henri Tod. Doubleday. 1984. ISBN 0-385-15234-5.
- Marco Polo, If You Can. Doubleday. 1982. ISBN 0-385-15232-9.
- Who's on First. Doubleday. 1980. ISBN 0-385-15231-0.
- Stained Glass. Doubleday. 1978. ISBN 0-385-12542-9.
- Saving the Queen. Doubleday. 1976. ISBN 0-385-03800-3.

### En progreso al momento de su muerte
- The Reagan I Knew era el título en trabajo del libro que estaba escribiendo al momento de su muerte.[38]

### Ediciones en español
- ¿Quién actuará primero?. Plaza & Janés Editores. 1982. ISBN 978-84-01-30368-5.

- Salvad a la reina. Plaza & Janés Editores. 1981. ISBN 978-84-01-43636-9.

- La vidriera. Plaza & Janés Editores. 1981. ISBN 978-84-01-30341-8.